# Lampasas
La ville de Lampasas est le siège du comté de Lampasas, dans l’État du Texas, aux États-Unis. Sa population s’élevait à 6 681 habitants lors du recensement de 2010, estimée à 7 722 habitants en 2016.

## Source
- (en) Cet article est partiellement ou en totalité issu de l’article de Wikipédia en anglais intitulé « Lampasas, Texas » (voir la liste des auteurs).